# Lodowiec Baranowskiego

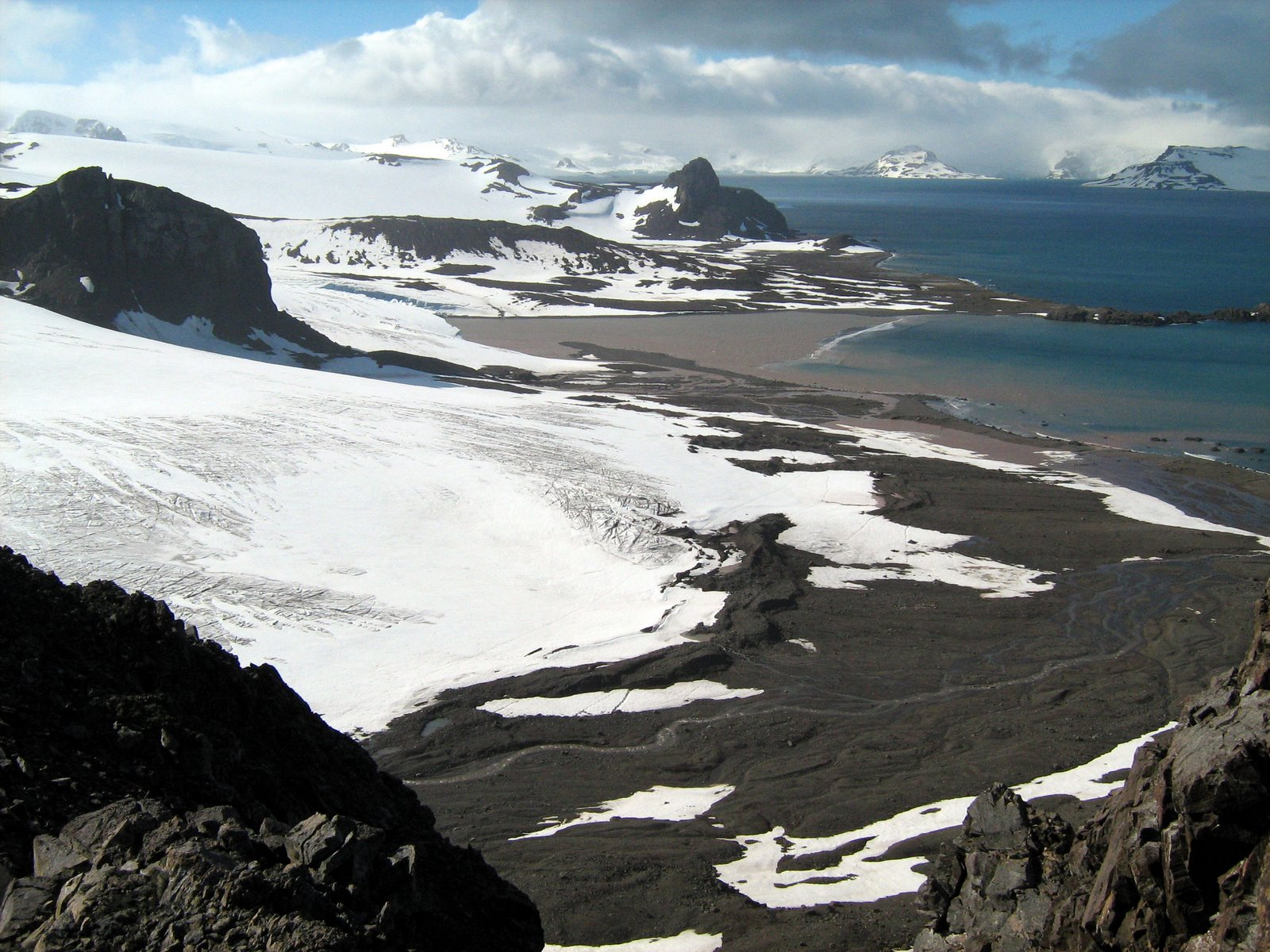
Czoło Lodowca Baranowskiego

Lodowiec Baranowskiego (ang. Baranowski Glacier) - lodowiec na Wyspie Króla Jerzego, odchodzący od Kopuły Warszawy na wschód w kierunku Zatoki Staszka (część Zatoki Admiralicji). Na północny ograniczony jest Moreną Błaszyka i szczytem Zamek, na południu szczytem Brama i Potokiem Fosa u nasady półwyspu Demay Peninsula. Pośrodku dolnej części lodowca wznosi się nunatak Siodło. Lodowiec nazwany został na cześć prof. Stanisława Baranowskiego, polskiego glacjologa, uczestnika i kierownika wielu ekspedycji naukowych na Spitsbergen i do Antarktyki. Lodowiec znajduje się na terenie Szczególnie Chronionego Obszaru Antarktyki "Zachodni brzeg Zatoki Admiralicji" (ASPA 128).